# Arrondissement di Millau
L'arrondissement di Millau è un arrondissement dipartimentale della Francia dipartimentale della Francia situato nel dipartimento dell'Aveyron, nella regione Occitania.

## Storia
Fu creato nel 1800 sulla base dei preesistenti distretti. Nel 1926 vi fu integrato l'arrondissement soppresso di Saint-Affrique.

## Composizione
L'arrondissement è composto da 101 comuni raggruppati in 15 cantoni:
- cantone di Belmont-sur-Rance
- cantone di Camarès
- cantone di Campagnac
- cantone di Cornus
- cantone di Millau-Est
- cantone di Millau-Ovest
- cantone di Nant
- cantone di Peyreleau
- cantone di Saint-Affrique
- cantone di Saint-Beauzély
- cantone di Saint-Rome-de-Tarn
- cantone di Saint-Sernin-sur-Rance
- cantone di Salles-Curan
- cantone di Sévérac-le-Château
- cantone di Vézins-de-Lévézou

| Controllo di autorità | VIAF (EN) 157219108 · LCCN (EN) n88603348 · J9U (EN, HE) 987007562500405171 |